# أحادي كلورامين
أحادي كلورامين (كما يعرف باسم كلورامين فقط) هو مركب كيميائي من النتروجين والكلور والهيدروجين له الصيغة NH2Cl، ويكون على شكل غاز عديم اللون.

## التحضير
يحضر أحادي كلورامين من تفاعل الأمونياك (أو مشتقاته) مع حمض تحت الكلوروز، وذلك ضمن شروط قلوية خفيفة:
{\displaystyle \mathrm {NH_{3}+HClO\longrightarrow NH_{2}Cl+H_{2}O} }
كما يمكن التحضير من تفاعل الكلور المباشر مع الأمونياك:
{\displaystyle \mathrm {2\ NH_{3}+Cl_{2}\longrightarrow NH_{2}Cl+NH_{4}Cl} }

## الخصائص
في الحالة النقية فإن مركب أحادي كلورامين غير مستقر ويتفكك في الشروط في العادية:
{\displaystyle \mathrm {3\ NH_{2}Cl\longrightarrow \ NH_{4}Cl\ +\ 2\ HCl\ +\ N_{2}} }
لذلك من أجل الاستخدام يكون في الغالب على شكل محلول مائي. بالمقابل، فإنه يكون مستقراً عند الضغوط المنخفضة وفي المحاليل الممدة.

## الاستخدامات
يستخدم أحادي كلورامين على شكل مطهر لاستخدامات مختلفة منها تعقيم المياه لكونه أخف درجة من الكلور الأكال[ ؟ ]، وأكثر ثباتية تجاه أشعة الضوء من مركبات تحت الكلوريت. يقوم أحادي كلورامين بأكسدة مركبات السلفهيدريل وثنائي الكبريتيد بتفس الأسلوب الذي يقوم به حمض تحت الكلور HClO، مع العلم أن NH2Cl لديه فقط 0.4% من السمية الحيوية الموجودة لدى HClO.
يعد أحادي كلورامين أحد المركبات الوسطية المهمة أثناء تحضير الهيدرازين.